# 新井和吉
新井 和吉（あらい かずよし）は、日本の航空材料工学者。
工学博士(東京工業大学)。法政大学理工学部機械工学科教授。

## 略歴
法政大学工学部機械工学科を卒業後、法政大学大学院工学研究科へと進学し機械工学を専攻。そして、東京工業大学大学院理工学研究科にて博士後期課程を修了する。
横浜国立大学工学部や日本大学生産工学部の助手などを務め、1996年に法政大学工学部助教授へと就任した。その後、同学部教授となって2008年から理工学部教授を務める。
日本材料科学会 評議員、化学工学会ミキシング技術特別研究会 幹事などを歴任。
日本高圧力技術協会石油貯槽通気装置等基準検討小委員会(ST-3B) 幹事、粉体工学会東京談話会 幹事、日本材料科学会 理事、同学会ホームページ委員会 委員長などを担っている。
また、スポーツ用アイガードの安全基準（SG基準）制定にも携わった。

## 著作等
- 『撹拌槽内における液流の流動状態の測定法』（ケミカルエンジニアリング第35巻第11号、1990年）
- 『最近の化学工学44、ミキシング －変貌する撹拌・混合技術－』（化学工業社、1992年）
- 『化学装置用有機材料資料集Ⅵ 非金属材料の選択指針』（化学工学会化学装置材料委員会 有機材料分科会編、1994年）
- 『プラスチック大辞典』（工業調査会、1994年）
- 『化学工学シンポジウムシリーズ51 化学工学における流れの数値解析と実験的研究の現状と課題』（化学工学会、1996年）
- 『攪拌・混合におけるトラブル発生要因と防止対策』（技術情報協会、1996年）
- 『耐食FRP製機器の評価基準並びに設計製作指針』（エンジニアリング振興協会、1996年）
- 『アルミニウム技術便覧』（カロス出版、1996年）
- 『固定屋根式石油類貯蔵タンクの通気装置に関する基準(日本高圧力技術協会基準 HPIS-G-103-1997)』（日本高圧力技術協会、1997年）
- 『工業材料大辞典』（工業調査会、1997年）
- 『石油類貯蔵タンクの通気装置及び配管系に設置されるフレームアレスタ(日本高圧力技術協会基準HPIS-G-109-1998)』（日本高圧力技術協会、1998年）
- 『材料の科学と工学』（裳華房、1998年）
- 『固定屋根付き浮き屋根式石油類貯蔵タンクの通気装置(日本高圧力技術協会基準HPIS-G-107-1999)』（日本高圧力技術協会、1999年）
- 『浮き屋根式石油類貯蔵タンクの通気装置(日本高圧力技術協会基準HPIS-G-104-2000)』（日本高圧力技術協会、2000年）
- 『非金属材料の選択指針 （改訂版）』（化学工学会 化学装置材料委員会 有機材料分科会編、2001年）
- 『プラスチック材料活用辞典』（産業調査会、2001年）
- 『高圧ガス保安技術 甲種化学・機械講習テキスト 新版』（高圧ガス保安協会、2002年）
- 『化学工学辞典』（丸善株式会社、2005年）
- 『化学工学の進歩42 最新 ミキシング技術の基礎と応用』（三恵社、2008年）
- 『最新 材料の性能・評価技術』（)産業技術サービスセンター、2014年）
- 『ガラス繊維強化プラスチック製耐食機器の性能検査指針(FRPS C 003-2018)』（強化プラスチック協会、2018年）
- 『スポーツ用アイガードのＳＧ基準（CPSA 0147)』（製品安全協会、2021年）

## 専門分野
- 航空宇宙工学
- 材料力学

## 受賞歴
- 日本機械学会「畠山賞」受賞（1983年）
- 手島工業教育資金団「手島工業教育資金団研究奨励賞」受賞（1989年）
- 日本材料科学会 「日本材料科学会論文賞」受賞（1989年）
- 日本材料科学会「日本材料科学会末澤賞（奨励賞)」（1994年）
- 日本材料科学会「日本材料科学会功労賞」受賞（2013年）
- 日本金属学会「第64回金属組織写真賞 顕微鏡関連部門「奨励賞」受賞（2014年）